# لشکر ۱۷ هوابرد (ایالات متحده آمریکا)
لشکر ۱۷ هوابرد ایالات متحده آمریکا (انگلیسی: 17th Airborne Division) لشکر هوابرد نیروی زمینی ایالات متحده آمریکا است، که در سال ۱۹۴۳ تأسیس شد و در سال ۱۹۴۹ منحل گردید.
لشکر ۱۷ هوابرد یک لشکر پیاده نظام هوابرد ارتش ایالات متحده در طول جنگ جهانی دوم بود که توسط سرلشکر ویلیام ام. مایلی فرماندهی می‌شد.
این لشکر که در آوریل ۱۹۴۳ فعال شد، در مانور نول‌وود و سایر رزمایش‌هایی که به تضمین حفظ لشکرهای هوابرد ارتش ایالات متحده کمک می‌کرد، شرکت کرد. این لشکر در اوت ۱۹۴۴ به بریتانیا رسید و در دو عملیات بزرگ اول هوابرد متفقین: عملیات هاسکی و عملیات نپتون، غایب بود.
در بریتانیا، لشکر هفدهم تحت فرماندهی سپاه هجدهم هوابرد سرلشکر متیو بی. ریج‌وی، بخشی از ارتش اول هوابرد متفقین سرلشکر لوئیس اچ. بررتون، قرار گرفت. این لشکر برای شرکت در عملیات مارکت گاردن، فرودهای هوابرد در هلند، انتخاب نشد، زیرا برنامه‌ریزان متفقین معتقد بودند که خیلی دیر رسیده و نمی‌توانند به موقع "آموزش" ببینند. پس از مارکت گاردن، این لشکر به فرانسه و سپس بلژیک فرستاده شد تا در طول نبرد بولژ در آردن بجنگد.
لشکر هفدهم اولین مدال افتخار خود را در طول نبرد در آردن دریافت کرد و سپس برای آماده شدن برای حمله بر فراز رودخانه راین به لوکزامبورگ عقب‌نشینی کرد. در مارس ۱۹۴۵، این لشکر در تنها عملیات هوابرد خود شرکت کرد و در کنار لشکر ششم هوابرد بریتانیا به عنوان بخشی از عملیات وارسیتی فرود آمد و در طی آن سه مدال افتخار دیگر کسب کرد. این لشکر تا پایان جنگ جهانی دوم در شمال آلمان پیشروی کرد، زمانی که قبل از بازگشت به ایالات متحده، مدت کوتاهی وظایف اشغال در آلمان را بر عهده گرفت. این لشکر در سپتامبر ۱۹۴۵ غیرفعال شد، اگرچه بین سال‌های ۱۹۴۸ و ۱۹۴۹ برای مدت کوتاهی به عنوان یک لشکر آموزشی دوباره فعال شد.